# مجموعة أكينو
مجموعة أكينوهي مجموعة سطحية كبيرة جدا مصممة لدراسة أصل الأشعة الكونية فائقة الطاقة، تقع في بلدة أكينو محافظة ياماناشي باليابان، و تغطي مساحة 100 كيلو متر مربع و تتكون من 111 سطح كاشف و27 كاشف ميون، و تستخدم تجارب مثل هذه لاكتشاف جزيئات دش الهواء، تشغل المجموعة من قبل معهد أبحاث الأشعة الكونية بجامعة طوكيو في مرصد أكينو.

## النتائج
استخدمت نتائج المجموعة لحساب طيف الطاقة وتباين الأشعة الكونية. وساعدت النتائج في تأكيد وجود أشعة كونية عالية الطاقة (> 5 × 1019 فولت) ، مثل ما يسمى بجسيم "oh my god" الذي لوحظ في تجربة Fly's Eye التي أجرتها جامعة يوتا .
قامت مجموعة التلسكوب، وهي عبارة عن دمج لمجموعتي أكينو و High Resolution Fly's Eye (HiRes) ، ومرصد بيير أوجيه بتحسين نتائج المجموعة من خلال بناء كاشفات هجينة أكبر وجمع كميات أكبر من البيانات الأكثر دقة.